# Schelklingen
Schelklingen est une ville de Bade-Wurtemberg (Allemagne), située dans l'arrondissement d'Alb-Danube, dans la région Donau-Iller, dans le district de Tübingen. Elle est située à 10 kilomètres au nord d'Ehingen (Donau) et 20 kilomètres à l'ouest d'Ulm.

## Personnalités liées à la ville
- Heinrich Bebel (1472-1518), écrivain né à Ingstetten.
- Sepp Vees (1908-1989), peintre né à Gundershofen.